# Lieder und Gesänge für eine Singstimme und Pianoforte
Lieder und Gesänge für eine Singstimme und Pianoforte is een compositie van Christian Sinding. Sinding schreef toonzettingen bij een zestal gedichten van diverse schrijvers. De eerstbekende uitgave dateert van 1888, maar men vermoedt dat de liederen al eerder gecomponeerd zijn (rond 1884) tijdens Sindings verblijf in München.
De zes gedichten zijn:
- Schifferlied (tekst van Gottfried Keller)
- Siehst du den Stern (Keller)
- In der Trauer (Keller)
- Viel Träume (Robert Hanmerling)
- Ein Wieb (Heinrich Heine)
- Totengräberlied (Ludwig Hölty uit 1872)

Van Sinding is lied vier Viel Träume het (relatief) bekendst. Franz Schubert schreef voor Totengräberlied ook een toonzetting (1812/D044). 